# O Combate (Governador Valadares)
O Combate foi um jornal brasileiro situado na cidade mineira de Governador Valadares, fundado em 1958 e extinto pelo golpe militar de 1964.

## Histórico
O advogado e jornalista Carlos Olavo da Cunha Pereira trabalhava em Belo Horizonte, colaborando no periódico O Povo daquela capital que, falindo em 1957, levou-o a mudar-se para Governador Valadares onde no ano seguinte, com ajuda de amigos, fundou um jornal satírico nomeado como "O Saci", que tinha como lema “Fala de todos, não briga com ninguém” e o símbolo a figura folclórica do saci sentado numa máquina de escrever, desenhado pelo cartunista Ziraldo.
Mas em pouco tempo Carlos Olavo se vê diante de eventos que fizeram o jornal a mudar seu foco: os latifúndios, invasões de terras por grileiros, e outras questões sociais que os demais veículos de imprensa deixavam de tratar.
A mudança editorial levou o sócio a abandonar Carlos Otávio e este então realiza um concurso entre o público para escolher um novo nome, ganhando O Combate; o jornal seria o único a denunciar o massacre dos trabalhadores da Usiminas, ocorrido em outubro de 1963.
Com o sucesso das notícias publicadas, Carlos Otávio chegou a apresentar um programa de rádio - O Combate no Ar - que debatia as matérias publicadas no jornal e que teve duração de alguns meses. 

## Empastelamento e exílio
Ao testemunhar os conflitos agrários ocorridos em Minas Gerais no final da década de 1950 e começo da seguinte, levou a uma reação contra ele por parte das chamadas elites rurais e urbanas do Vale do Rio Doce e, quando os militares mineiros marcharam a 1º de abril de 1964, empastelaram sua redação, provavelmente o primeiro ato deste tipo pelo novo regime.
Os graves conflitos da cidade e região foram um dos motivos que desencadearam o Golpe Militar ou o teriam precipitado; no dia 30 de março fazendeiros e milicianos atacaram a sede do Sindicato dos Trabalhadores Rurais, resultando em um assassinato; em seguida destruíram a sede do jornal; tais fatos fizeram com que muitas fontes dissessem que o movimento para a deposição de João Goulart tenha se iniciado em Governador Valadares.
Avisado por amigos militares, no dia 31 de março, Carlos Otávio inicia uma vida de fugas com a família, que resultaram num exílio de quinze anos na Bolívia e no Uruguai.